# Реабилитация военных преступников в Румынии после 1989 года
После Румынской революции 1989 года Высокий кассационный суд Румынии (он же Верховный суд Румынии) в промежуток с 1995 по 2004 годы пересмотрел ряд уголовных дел в отношении лиц, осуждённых Верховным судом коммунистической Румынии за совершённые в годы Второй мировой войны военные преступления. По итогам рассмотрения этих дел многие из этих лиц были оправданы, причём некоторые из них были оправданы путём так называемой «чрезвычайной апелляции». Предполагалось, что новые власти хотели таким образом всячески порвать с коммунистическим прошлым. Подобные действия привели к скандалу и даже поставили под угрозу развитие отношений со странами Запада (в том числе вступление Румынии в ЕС и НАТО). В 2004 году процедура «чрезвычайной апелляции» была исключена из системы румынского законодательства, однако резонансные события с оправданием лиц, чья вина в сотрудничестве с нацистской Германией была доказана, случались и далее.

## Хронология

### 1990-е годы

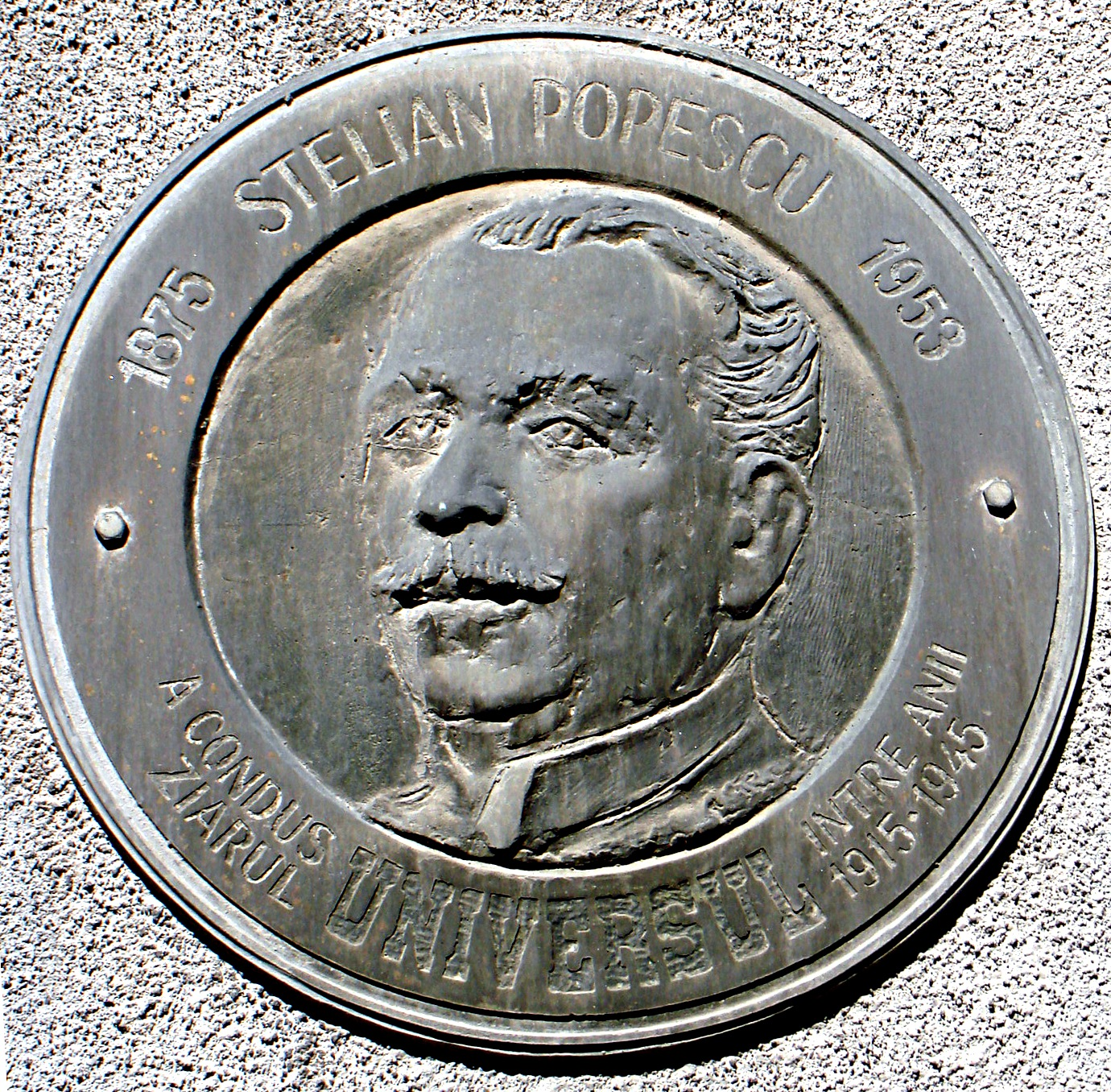
Стелян Попеску, осуждён в 1945 году за военные преступления, реабилитирован в 1995 году

8 мая 1995 года Верховный суд Румынии рассматривал апелляцию на 14 обвинительных приговоров, вынесенных в 1945 году Народным трибуналом Румынии в рамках так называемого «Процесса журналистов». Из всех обвиняемых до суда дожил только Пан Визиреску, занимавший в 1940—1944 годах должность заместителя директора радиожурнала Румынского общества радиовещания и работавший начальником отдела в Министерстве пропаганды Румынии во время войны. Суд постановил оправдать десятерых обвиняемых по этому делу, в том числе и самого Визиреску, который назвал осудивший его в 1945 году Народный трибунал «террористической организацией». Генеральный прокурор Василе Маня Дрэгулин (рум. Vasile Manea Drăgulin) заявил о предвзятости Народного трибунала, который, по его мнению, причислил к военным преступлениям то, что таковым не являлось. Среди оправданных оказался Никифор Крайник — министр пропаганды в правительстве Иона Антонеску, вице-председатель Национальной христианской партии, один из идеологов румынского фашизма и поклонник идей Адольфа Гитлера и Бенито Мссолини; помимо своего оправдания, Крайник ещё и был восстановлен в Румынской академии. Среди оправданных были также министр юстиции Стелян Попеску и журналист Ромулус Диану. Четырём обвиняемым было отказано в оправдании и реабилитации: в частности, остался в силе приговор Раду Джиру.
В 1998 и 1999 годах Верховным судом Румынии были оправданы два полковника румынских войск — Раду Динулеску (рум. Radu Dinulescu) и Георге Петреску (рум. Gheorghe Petrescu) соответственно. Обоих в 1953 году осудили за военные преступления и преступления против человечности: обоим инкриминировалась организация Ясского погрома, депортации в губернаторстве Транснистрия и жестокое обращение с узниками лагерей военнопленных и концлагерей. Динулеску даже удостоился прозвища «румынский Эйхман» от современников. Обоих оправдали после рассмотрения так называемой «чрезвычайной апелляции», которую было невозможно оспорить.
В 1998—2000 годах были оправданы ещё трое членов правительства Антонеску, которых после войны осудили за преступления против мира. Так, 26 октября 1998 года Верховный суд оправдал помощника министра экономики Тома Гицулеску: тот занимал свою должность с 5 апреля по 26 мая 1941 года и ушёл в отставку до 30 июня 1941 года, когда случился Ясский погром. 17 января 2000 года был оправдан министр финансов Герон Нетта, занимавший свой пост с 1 апреля по 23 августа 1944 года. Также в 1999 году был оправдан премьер-министр Ион Джигурту, предшественник Антонеску, при котором в Румынии вступили в силу законы, аналогичные Нюрнбергским расовым. Из восьми членов правительства Антонеску только в отношении Гицулеску был пересмотрен вынесенный приговор. Попытка пересмотреть приговоры в отношении остальных была пресечена после публичного выступления американского сенатора Эла Д'Амато и члена Палаты представителей США Криса Смита: Румынии пригрозили урезать западную военную помощь и остановить процесс интеграции в ЕС и НАТО, если остальные восемь человек будут оправданы.

### 2000-е годы
В 2004 году состоялось очередное оправдание лица, осуждённого за военные преступления: им оказался Ион Пэнеску, начальник Черновицкого аэродрома, который в 1950 году был осуждён судом за использование принудительного рабского труда еврейских заключённых. На оправдании Пэнеску настояла Генеральная прокуратура. При этом в том же году из законодательной структуры Румынии по требованию Европейского суда по правам человека была исключена процедура «чрезвычайной апелляции», которую использовали в прошлом для оправдания военных преступников. В феврале того же года историк Эфраим Зурофф, узнавший о проводимых Верховным судом Румынии оправданиях военных преступников, потребовал от румынских властей пересмотреть решение о реабилитации Динулеску и Петреску. Однако ему ответили, что это уже технически невозможно, поскольку процедуру «чрезвычайной апелляции» отменили, и в румынском законодательстве не осталось механизма по отмене решений, принятых в рамках подобных апелляций.
5 декабря 2006 года Апелляционный суд Бухареста пересмотрел приговоры в отношении 21 человека по факту сотрудничества с нацистами, в том числе в отношении Иона Антонеску и Хории Сима — все они были осуждены в 1946 году по пунктам a и b статьи 1 закона № 312/1945 как участники военной агрессии. Бухарестский суд снял с осуждённых некоторые из обвинений, связанные с сотрудничеством всех вышеперечисленных лиц с Нацистской Германией и последующей агрессией Германии и Румынии против СССР. В частности, суд руководствовался тем, что Народному суду Румынии, вынесшему в 1946 году смертный приговор в отношении Антонеску, не было ничего известно о секретном протоколе к пакту Молотова-Риббентропа и последствиях этого пакта. В то же время суд постановил, что для отмены вынесенного в отношении каждого из 21 обвиняемых приговора не было оснований, хотя некоторые трактовали решение суда как фактическое оправдание Антонеску и остальных людей. Через два года Высокий суд кассации и правосудия отменил решение апелляционного суда Бухареста.